# Esticometria

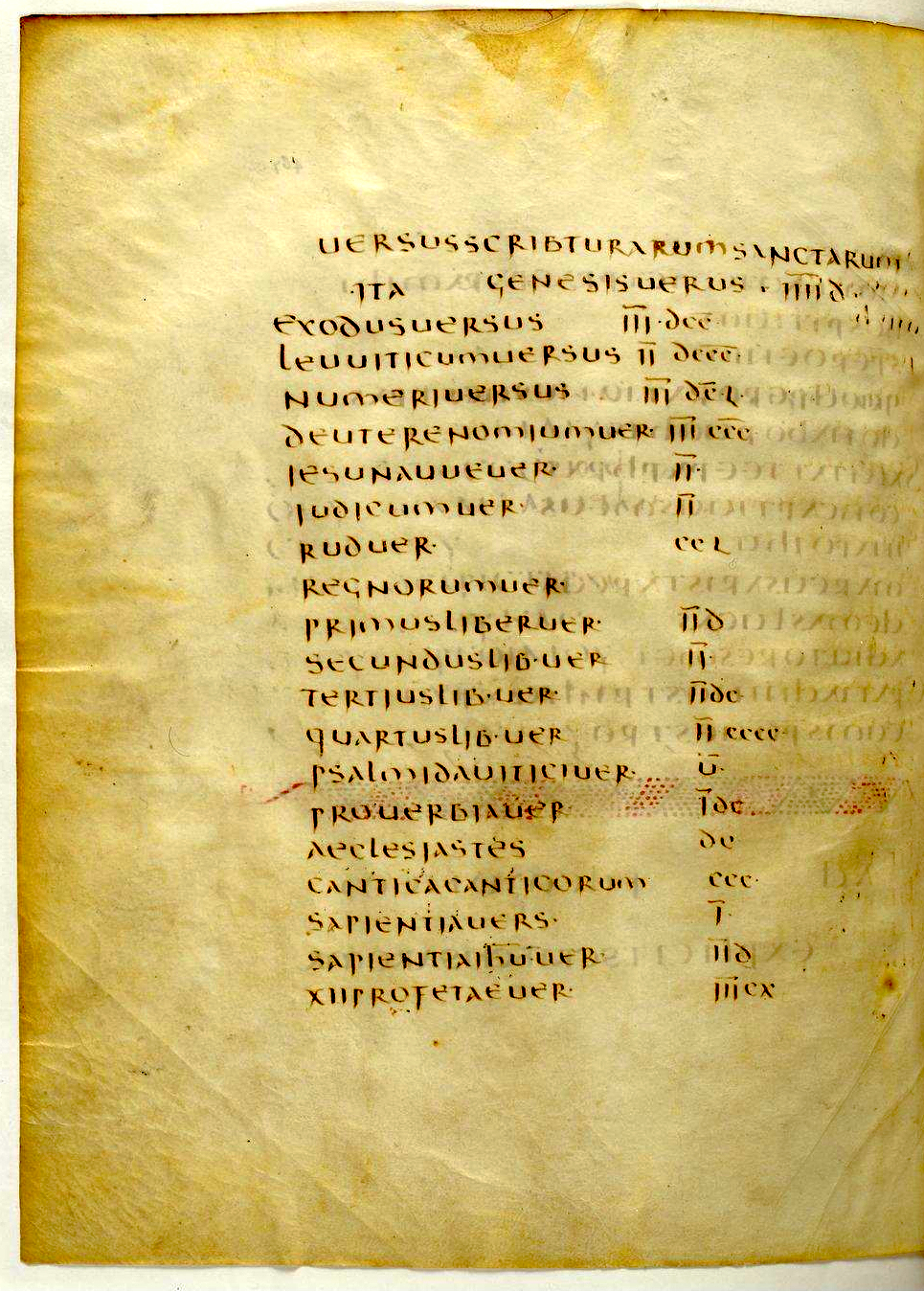
"Uma lista da contagem de linhas total para textos cristãos": o título é "Versus Scribturarum Sanctarum" ou "Linhas das Sagradas Escrituras". A segunda linha diz "Genesis Versus IIIId" ou "Gênesis, linhas 4500". A terceira linha diz "Exodus Versus IIIdcc" ou "Êxodo, versos 3700".
Codex Claromontanus (séc. V ou VI), fól. 467v, Biblioteca Nacional da França, em Paris.

Esticometria é a prática de contar linhas em textos: romanos e gregos antigos mediam o comprimento de seus livros em quantidade de linhas exatamente como se mede hoje contando páginas. Esta prática foi redescoberta por estudiosos alemães e franceses no século XIX. "Stichos" é a palavra grega para "linha", de prosa ou verso, e o sufixo "-metria" é derivado da palavra grega para "medida".
O comprimento de cada linha na "Ilíada" e na "Odisseia", que podem ter sido os primeiros textos gregos longos escritos, tornou-se a unidade de medida padrão para a antiga esticometria. Por isso, linha padrão (em alemão:  normalzeile) antigo tinha o mesmo tamanho do hexâmetro épico e continha cerca de 15 sílabas ou 35 letras gregas.
A prática existia por diversas razões práticas. Os escribas eram pagos por linha e seu pagamento por linha era, muitas vezes, fixado por decreto legal. Autores posteriores citavam passagens de obras de outros autores fazendo referência ao número da linha aproximado. Os compradores de livros utilizavam a quantidade total de linhas para conferir se os textos copiados estavam completos. E, finalmente, os catálogos das bibliotecas listavam o total de linhas de cada obra juntamente com o título e o nome do autor.
Estudiosos acreditam que a esticometria se estabeleceu em Atenas durante o século V a.C., quando a cópia de obras em prosa se tornou comum. A prática foi mencionada de relance em "Leis" (c. 347 a.C.), de Platão, diversas vezes por Isócrates (início do século IV a.C.) e em Teopompo (c. 380 – c. 315 a.C.), mas estas referências casuais sugerem que a prática já era rotineira. A mesma linha padrão foi utilizada por gregos e romanos por cerca de mil anos até a esticometria aparentemente cair em desuso entre os bizantinos já na Idade Média, especialmente pelo avanço da prática de numerar as páginas.
A obra padrão para o estudo da esticometria é "Stichometrische Untersuchungen" (1928), de Kurt Ohly, na qual estão publicados os resultados de cinquenta anos debates e pesquisas acadêmicas sobre o assunto. Atualmente, a esticometria tem um papel modesto, mas útil, na pesquisa de campos tão diversos como a história de um livro antigo, na papirologia e na hermenêutica cristã.

## Definições
Há dois tipos de esticometria. A esticometria total é a prática de reportar o número total de linhas de uma obra. A esticometria parcial é a prática de incluir uma série de numerais nas margens de um texto para marcar a passagem de uma quantidade fixa de linhas, geralmente cem.
A esticometria é por vezes confundida com a colometria, a prática de alguns autores cristãos da Antiguidade Tardia de escreverem textos quebrados em frases retóricas para ajudar no discurso. Alguns estudiosos modernos judeus e cristãos utilizam "esticometria" como sinônimo de esticografia, que era a prática ocasional em antigos manuscritos de se escrever textos de forma que cada versículo (no caso da Bíblia) ou verso poético começasse numa linha nova.

## Evidências da esticometria
As bibliotecas da Europa preservam muitas cópias medievais de antigos textos gregos e latinos. Muitos deles contém notas curtas ("subscrições") na página final que, em centenas de casos, preservam o número total de linhas da obra. Em textos de autores clássicos como Heródoto e Demóstenes, estes totais são expressos em antigos numerais acrofônicos, utilizados em Atenas durante o período clássico, mas abandonados em algum momento no período helenístico. Acredita-se que estes totais esticométricos descendam, juntamente com o próprio texto, das primeiríssimas versões manuscritas.
Muitos autores antigos mencionam a esticometria. Galeno reclama da verbosidade de um rival ao afirmar que pode oferecer uma descrição usando menos linhas. No século I a.C., um filósofo criticou Zenão de Cítio e citou passagens específicas através do número de linhas a partir da centesimal mais próxima. Diógenes Laércio provavelmente se baseou no "Pinakes", o catálogo da Biblioteca de Alexandria, quando reportou o número total de linhas de obras de vários autores. Ele afirma, por exemplo, que Espeusipo escreveu 43 475 linhas, Aristóteles escreveu 445 270 e Teofrasto, 232 808. As listas do "Cânone de Cheltenham" apresentam o total de linhas de livros da Bíblia e conclui, numa nota anônima aparentemente escrita por um comerciante de livros do século IV, quando a prática da esticometria possivelmente já estava caindo em desuso:
| “ | Como a lista de total de linhas [dos livros da Bíblia disponível] na cidade de Roma não é confiável e em outros lugares por ganância não está completa, percorri cada um dos livros individualmente contando 16 sílabas por linha (como utilizado em Virgílio) e preservei o número para cada livro de todos eles. | ” |
|   | — Anônimo, Cânone de Cheltenham. |   |

A partir do século XIX vários rolos gregos, em variados graus de fragmentação, foram descobertos por arqueólogos no Egito. Ohly descreveu e analisou cerca de cinquenta deles, o que lhe permitiu descobrir evidências antigas tanto da esticometria total quanto da parcial.

## Redescoberta moderna da esticometria

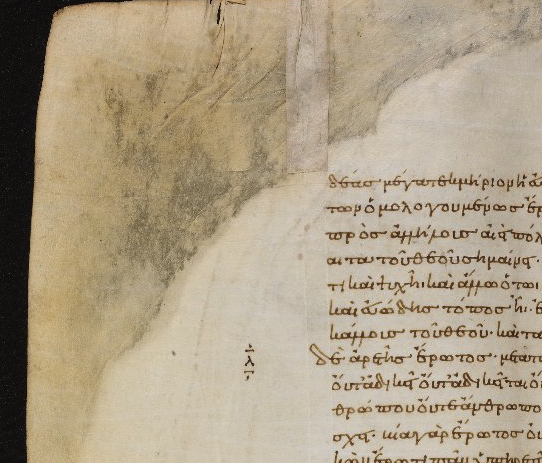
O símbolo "lambda" na margem significa "linha 1100" (lambda é a 11ª letra do alfabeto grego). Os gregos antigos usavam letras do alfabeto como numerais, mas as decoravam para distingui-las das letras ordinárias; neste caso, com dois traços e dois pontos. A mesma notação esticométrica aparece em outros manuscritos de Platão e provavelmente são derivados de uma edição muito antiga.
Códice Clarke (fól. 210 v) dos Diálogos de Platão, copiado em 895 e preservado na Biblioteca Bodleiana da Universidade de Oxford, Reino Unido.

Friedrich Ritschl, um dos mais proeminentes classicistas alemães em meados do século XIX, estimulou o interesse pelos misteriosos numerais encontrados no final de manuscritos medievais ao discuti-las em diversos de seus ensaios. Em um artigo de 1878, considerado "épico" por Ohly, Charles Graux provou que os numerais no final dos manuscritos medievais eram proporcionais ao tamanho de cada obra e representavam o número total de uma unidade fixa igual à linha de Homero (o autor da "Ilíada" e da "Odisseia"). Esta descoberta lançou a base para o conceito de "linha padrão".
Enquanto estudava o Codex Clarke, que contém os "Diálogos" de Platão, em Oxford, Martin Schanz notou que letras isoladas nas margens dos dois diálogos formavam uma série alfabética e apareciam a cada cem linhas padrão. Ele demostrou então que outros manuscritos tinham marcas marginais similares. Seu artigo de 1881 batizou este tipo de contagem de linhas de "esticometria parcial" e diferenciou-a da "esticometria total" estudada por Graux.
A conhecida obra de Theodor Birt, "A Natureza do Livro Antigo" (1882), ampliou substancialmente a pesquisa na área da esticometria. Birt percebeu que a descoberta seminal de Graux levou a uma torrente de ideias sobre práticas e formas de publicação, citações e intertextualização, formatos e edições utilizados por escribas antigos. Segundo ele, a esticometria levou a um estudo mais amplo sobre a organização espacial de livros antigos e sobre o papel social, econômico e intelectual destes livros. A monumental (550 páginas) obra de Birt foi estimulada por questões práticas sobre cultura dos livros antigos e acabou se tornando uma ampla reavaliação e reorganização do conhecimento sobre a literatura e a vida intelectual antiga. Já na introdução ele defende:
| “ | A natureza da literatura da Antiguidade e a forma do livro antigo se condicionaram reciprocamente. O contexto da publicação abarcava e modificava a criatividade literária. Os dividendos destas investigações irão, por isso, exceder em muito a mera satisfação dos prazeres antiquários. | ” |
|   | — Theodor Birt, . |   |

Muitas teorias e interpretações de Birt já foram suplantadas por pesquisas posteriores, mas ele alargou e aprofundou permanentemente as metodologias utilizadas na pesquisa histórica dos livros antigos e relacionou a esticometria a um amplo espectro de assuntos intelectuais e literários.
Em 1893, o livro "Esticometria", de James Rendel Harris, ampliou estes novos desenvolvimentos incluindo a análise de dados esticométricos encontrados em muitos manuscritos primitivos da Bíblia e de outros textos cristãos. Em 1909, Domenico Bassi publicou uma pesquisa sobre notações esticométricas de papiros encontrados em Herculano.
No final do século XIX e início do século XX, os arqueologistas descobriram um grande número de rolos, em variados graus de fragmentação, em túmulos, múmias e lixões egípcios. Alguns deles continham notações esticométricas e os papirologistas se interessaram pela esticometria pelo apoio que ela poderia dar na remontagem desses fragmentos. Kurt Ohly estudou também a esticometria encontrada em muitos dos rolos encontrados em Herculano, mas seu livro "Stichometrische Untersuchungen" (1929) contém uma pesquisa completa sobre estes manuscritos egípcios e sua esticometria. Ohly discute o comprimento da linha padrão, as evidências para a contagem de sílabas, os vários sistemas numéricos utilizados em relatos esticométricos e sobre os objetivos e a história da esticometria entre gregos, romanos e bizantinos.

## Pesquisas e aplicações recentes
Rudolf Blum sumarizou a pesquisa esticométrica do "Catálogo de Calímaco" da Biblioteca de Alexandria. Holger Essler discutiu o papel da esticometria nos esforços em andamento para reconstrução dos papiros encontrados em Herculano. Dirk Obbink utilizou a esticometria em sua reconstrução da obra "Sobre a Piedade", de Filodemo.
Jay Kennedy defendeu, em diversos artigos e num livro, "The Musical Structure of Plato's Dialogues", que Platão contava as linhas em seus "Diálogos" com o objetivo de inserir passagens simbólicas em intervalos padronizados, formando, desta forma, padrões musicais e padrões pitagóricos. Rachel Yuen-Collingridge e Malcolm Choat utilizaram a esticometria, juntamente com outros tipos de evidências, para realizar inferências sobre as práticas dos escribas e suas técnicas de cópia.
Mirko Canevaro defende que os totais esticométricos nos manuscritos de Demóstenes descendem das primeiras edições e utilizou esses totais para mostrar que supostos trechos de evidências documentais inseridos nos diálogos não estavam presentes nestas edições antigas e seriam falsificações posteriores. Seu livro, "The Documents in the Attic Orators", inclui uma introdução à esticometria.